# شهادت (قانون)

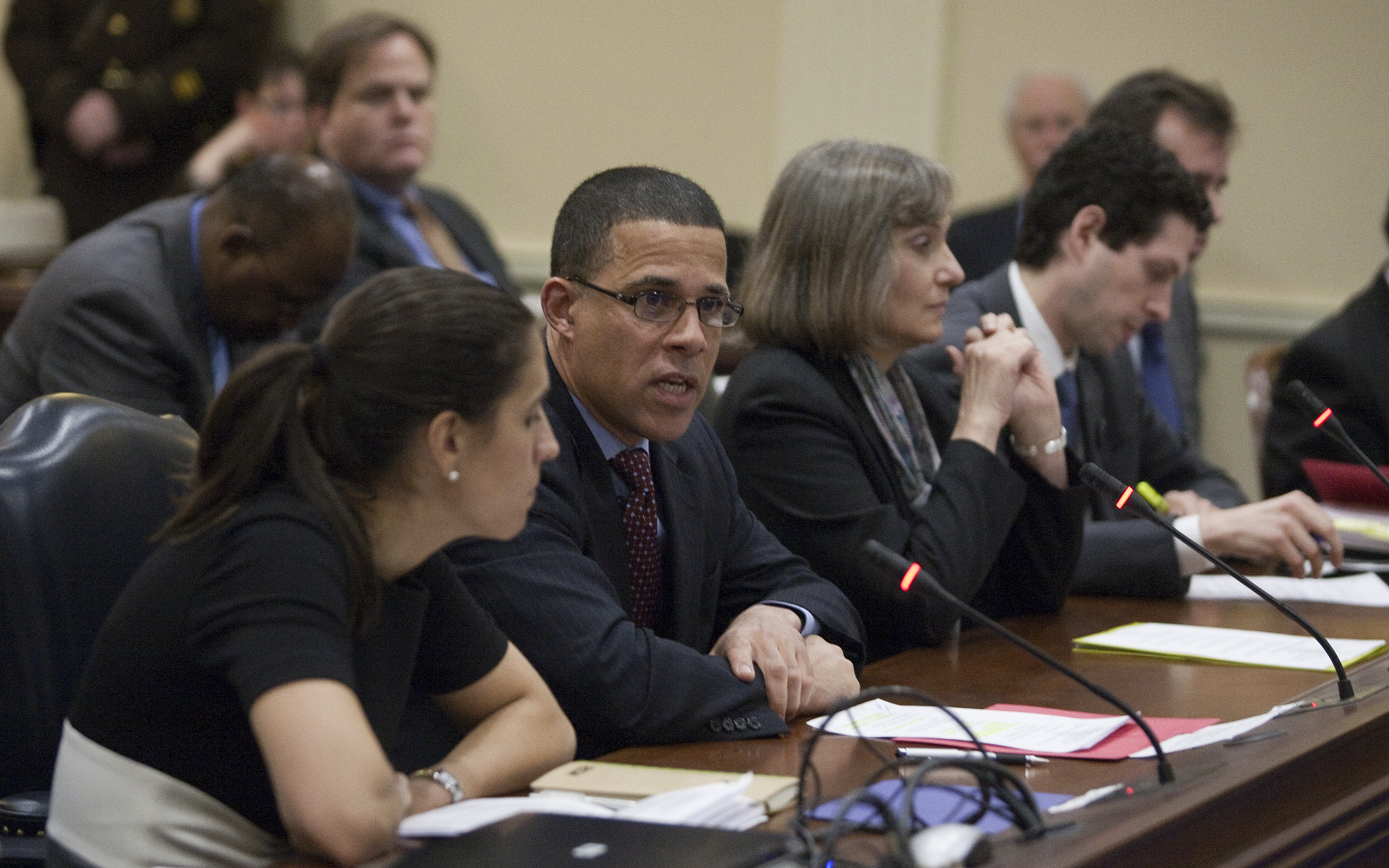

در قانون و دین، شهادت (به انگلیسی: testimony) گواهی محکمی بر صدق امر است.
کلمات "شهادت" از کلمه لاتین testis گرفته شده است که به مفهوم شاهد شخص ثالث بی غرض اشاره دارد.

## قانون
در قانون، شهادت نوعی مدرک است که از شاهدی که اظهارات رسمی یا اعلام واقعیت می کند به دست می آید. شهادت ممکن است شفاهی یا کتبی باشد و معمولاً با سوگند یا تصدیق به مجازات شهادت دروغ گفته می شود. شهادت کتبی برای قابل قبول بودن در دادگاه و برای حداکثر اعتبار، معمولاً توسط یک یا چند نفر که صحت آن را قسم می‌خورند یا تأیید می‌کنند و همچنین به مجازات شهادت دروغ، شهادت می‌دهند. شهادت در قالب نظر یا استنباط به طور کلی محدود به آن دسته از نظرات یا استنباطاتی است که به طور عقلانی مبتنی بر ادراک شاهد بوده و به درک روشنی از شهادت شاهد کمک می کند، مگر اینکه شاهد به عنوان شاهد خبره شهادت دهد.
شهود کارشناس قانونی با درک واقعی از روند قانونی و خطرات ذاتی شهادت نادرست یا گمراه کننده از بیان واقعیت خودداری می کنند. آنها همچنین تشخیص می دهند که در واقع به هیچ وجه، شاهد یک جنایت ادعایی یا رویداد دیگر نیستند. تخصص آنها در بررسی شواهد یا حقایق مربوطه در پرونده است. آنها نباید قضاوت قاطعانه یا ادعا یا اتهامی در مورد هیچ جنبه ای از پرونده خارج از محدوده تخصصی محدود خود داشته باشند. آنها همچنین نباید هر واقعیتی را که نمی توانند فوراً و به طور معتبر علمی اثبات کنند، ادعا کنند.
به عنوان مثال، یک نمونه مو از صحنه جرم که توسط دادستانی به عنوان مدرک اراپه شده است، باید توسط شاهد کارشناس به‌عنوان «مطابق با» نمونه‌ای که از متهم جمع‌آوری شده است توصیف شود، نه اینکه به عنوان «مطابقت» توصیف شود. طیف گسترده ای از عوامل باعث می شود که از نظر فیزیکی اثبات قطعی اینکه دو نمونه مو یا بافت از یک منبع مشترک آمده اند غیرممکن است.
شاهد کارشناس که واقعاً شاهد حضور متهم در صحنه نبوده است، نمی تواند به طور قطع بیان کند که نمونه با متهم مطابقت دارد، به ویژه هنگامی که نمونه ها در زمان ها و مکان های مختلف توسط جمع آوری کنندگان مختلف با روش های مختلف جمع آوری شده است. در نهایت، شهادت شهود کارشناس به جای دلیل به خودی خود، پشتوانه ادله تلقی می شود و یک وکیل مدافع خوب خاطرنشان می کند که کارشناس در واقع شاهد چیزی نیست، بلکه یک ناظر است.
هنگامی که از شاهد سوالی پرسیده می شود، وکیل مخالف می تواند اعتراضی را مطرح کند که اقدامی قانونی برای عدم اجازه یا جلوگیری از سوال نادرست از دیگران است.

## ادبیات
برخی از روایت‌های شفاهی یا مکتوب زندگی‌نامه‌ای منتشر شده «ادبیات گواهی» تلقی می‌شوند، به‌ویژه زمانی که شواهد یا گزارش‌های اول شخص از نقض حقوق بشر، خشونت و جنگ، و زندگی در شرایط ستم اجتماعی را ارائه می‌دهند. این استفاده از این اصطلاح در اصل از آمریکای لاتین و اصطلاح اسپانیایی "تصادمین" زمانی که از دادگاه های حقوق بشر، کمیسیون های حقیقت یاب  و سایر اسناد بین المللی حقوق بشر در کشورهایی مانند شیلی و آرژانتین پدیدار شد، آمده است. یکی از معروف‌ترین و البته بحث‌برانگیزترین این آثار که به انگلیسی ترجمه شده است، من ریگوبرتا منچو است. زندگی نامه فردریک داگلاس را نیز می توان در زمره اولین آثار قابل توجه انگلیسی زبان در این ژانر دانست.